# Eremaea hadra
Eremaea hadra är en myrtenväxtart som beskrevs av Hnatiuk. Eremaea hadra ingår i släktet Eremaea och familjen myrtenväxter. Inga underarter finns listade i Catalogue of Life.